# Creeping Death
«Creeping Death» (en español:«Muerte rastrera») es la séptima canción del segundo álbum de estudio de Metallica, que se tituló Ride the Lightning. La canción fue lanzada como sencillo el 23 de noviembre de 1984. 
La letra de la canción habla de Las diez plagas de Egipto, más específicamente de la décima plaga, la muerte de los primogénitos. «Creeping Death» es la segunda canción más interpretada en los conciertos del grupo, solo siendo superada por «Master of Puppets», y expone el estilo clásico y primerizo del grupo, rápido y potente, muy orientado hacia el thrash metal. También es la canción más rápida de toda la discografía del grupo musical, ya que esta va a una velocidad de 214 bpm.
Es considerada como una de las mejores canciones del grupo musical. La inspiración de la canción surgió a causa de la película Los diez mandamientos, basada en las diez plagas caídas sobre Egipto según la Biblia. Burton grabó los coros de la canción, gritando su parte en el tercer estribillo de la canción. Cuando Jason Newsted se unió al grupo, solía cantar la primera palabra de cada verso y el estribillo final entero en los conciertos, cosa que Robert Trujillo realiza actualmente junto a Kirk Hammett, con excepción del estribillo final. Desde la gira Escape From the Studio 2006, «Creeping Death» es la canción que abre la lista de canciones en la mayoría de los conciertos de Metallica, convirtiéndola en uno de los clásicos del grupo.

## Versiones
«Creeping Death» ha sido versionada por una multitud de artistas, entre los que destacan, Apocalyptica, Bullet For My Valentine, Crisix, Drowning Pool, Machine Head, Hiretsukan, Tigertailz, Stormlord, Dark Angel, Stone Sour y Horcas.

## Créditos
- James Hetfield: Voz y guitarra rítmica.
- Kirk Hammett: Guitarra líder.
- Cliff Burton: Bajo eléctrico y coros.
- Lars Ulrich: Batería y percusión.